# Раймонд Беренгер Анжуйський
Раймонд Беренгер Анжуйський (фр. Raymond Berenger d'Anjou; бл. 1281 — жовтень 1305) — граф Андрії і П'ємонту. Син Карла II Анжуйського і Марії Угорської.
Був далеким нащадком Великих князів Київських.

## Біографія
Походив з династії Анжу-Капетингів. Син Карла II Анжуйського, короля Неаполя, та угорської принцеси Марії.
Марія була донькою короля Стефана V, що був нащадком Великих князів Київських Володимира Мономаха та Ярослава Мудрого, праправнуком української княжни Єфросинії, доньки Великого князя Київського Мстислава Великого. Її мати — Єлизавета, була донькою половецького хана Котяна, вождя наддніпрянських племен, що мешкали на теренах сучасної України та були союзниками князів Київської Русі та його дружини: Галицької княжни, доньки князя Мстислава Галицького.
Народився в Провансі, куди його батько ненадовго прибув, щоб прийняти командування флотом.
Мабуть, дитинство провів в Провансі; 2 травня 1286 разом зі старшими братами Робертом і Луї надіслав із Сістерона послання Едуарду I з проханням сприяти звільненню з полону їх батька.
За Канфранкським договором 29 жовтня 1288 разом з братами став заручником, в обмін на звільнення Карла II. Через хворобу зміг вирушити до Каталонії тільки 23 лютого 1289, і приєднався до своїх братів в Монкаді 9 березня. Вони були відпущені 7 червня 1295, відповідно до договору в Ананії. Після звільнення вирушив до Неаполя, потім, разом з братом Луї в Рим. У 1297 знову їздив туди разом зі своїми братами Філіпом і Жаном, зустрічати Іоланду Арагонськую, наречену Роберта, яку вони привезли в Неаполь. У грудні 1300 одержав у володіння Монте-Сант-Анджело, Капаччі, Еболі, Ізернії, Атри і В'єсте, Альтамура, графства Гравина і Андрію, і Шателеном Вайрано, Лезін і Терра ді Муро. У 1301 бився з арагонцями на Сицилії.
У 1302 році втратив Гравина. В 1304 знову їздив до Риму за новою нареченою Роберта — Санчо Майоркською.13 грудня 1304 був призначений графом П'ємонту. До складу цього графства входили землі на південному сході П'ємонту, підлеглі Карлу Анжуйському в 1259: Альба, Кьери, Мондові, Тортона, Алессандрія і Кераско. Трохи пізніше він був призначений вікарієм королівства, а в серпні 1305 великим сенешалем. У 1303 був заручений з Маргаритою, дочкою Роберта Клермонского, але одружитися не встиг.

## Генеалогія
Раймонд Беренгер Анжуйський веде свій родовід, в тому числі й від Великих князів Київських Мстислава Великого та Володимира Мономаха.